# Pietro Guido I Torelli
Pietro Guido I Torelli (Guastalla, ... – Carpi, 18 aprile 1460) fu conte di Guastalla.

## Biografia
Figlio secondogenito di Guido, conte di Guastalla, succedette alla morte di questi sul trono della Contea di Guastalla con il fratello maggiore Cristoforo.
Dopo i primi anni di reggenza della contea col fratello, i contrasti non tardarono a farsi sentire e si giunse così, nel 1456, alla suddivisione dei domini paterni: a Pietro Guido spettò la Contea di Guastalla, oltre alle signorie di Settimo e Villareggio nel pavese, inaugurando così il ramo dei Torelli, conti di Guastalla.
Dai cronisti d'epoca viene descritto come un uomo turbolento, irrequieto e di limitata intelligenza: questi suoi caratteri non gli permisero di risiedere per molto tempo a Guastalla e intraprese ben presto il mestiere di capitano di ventura al soldo dei duchi di Milano. La sua seconda dimora divenne poi Finale Ligure, dove risiedeva nel palazzo dei Carretto, dei quali aveva sposato Maddalena, figlia di Galeotto I del Carretto, marchese di Finale, e di Vannina Adorno, di nobile famiglia dogale genovese. Fu costretto ad abbandonare questa residenza quando i genovesi presero possesso di Finale.
Pietro Guido I Torelli morì nel 1460 a Carpi, dove risiedeva a casa di Alberto Pio e dove aveva contratto una malattia non ben identificata. Venne sepolto a Milano nella chiesa di Sant'Eustorgio, nella cappella privata dei Visconti, al fianco della madre Orsina.

## Discendenza
Pietro Guido e Maddalena ebbero numerosi figli:
- Guido Galeotto[1]
- Francesco Maria[1]
- Antonietta[1]
- Lucrezia,[1] sposò il conte Federico Ippolito
- Orsina[1]
- Eleonora.[1]

## Ascendenza
|                        |                     |                           | Genitori                   |  |  | Nonni |  |  | Bisnonni        |  |  | Trisnonni       |  |
|                        |                     |                           |                            |  |  |       |  |  | Guido I Torelli |  |  | Torello Torelli |  |
|                        |                     |                           |                            |  |  |       |  |  | Guido I Torelli |  |  | Torello Torelli |  |
|                        |                     | Isabella del Carretto     |                            |  |  |       |  |  | Guido I Torelli |  |  |                 |  |
| Marsiglio Torelli      |                     |                           |                            |  |  |       |  |  | Guido I Torelli |  |  |                 |  |
|                        |                     | Eleonora Gonzaga          | Filippino Gonzaga          |  |  |       |  |  |                 |  |  |                 |  |
|                        |                     | Eleonora Gonzaga          | Filippino Gonzaga          |  |  |       |  |  |                 |  |  |                 |  |
|                        |                     | Eleonora Gonzaga          | …                          |  |  |       |  |  |                 |  |  |                 |  |
| Guido Torelli          |                     | Eleonora Gonzaga          |                            |  |  |       |  |  |                 |  |  |                 |  |
|                        |                     | Niccolò d'Arco            | Odorico d'Arco             |  |  |       |  |  |                 |  |  |                 |  |
|                        |                     | Niccolò d'Arco            | Odorico d'Arco             |  |  |       |  |  |                 |  |  |                 |  |
|                        |                     | Niccolò d'Arco            | Binia di Lavellolungo      |  |  |       |  |  |                 |  |  |                 |  |
| Elena d'Arco           |                     | Niccolò d'Arco            |                            |  |  |       |  |  |                 |  |  |                 |  |
|                        |                     | Beatrice di Castelbarco   | Aldrighetto di Castelbarco |  |  |       |  |  |                 |  |  |                 |  |
|                        |                     | Beatrice di Castelbarco   | Aldrighetto di Castelbarco |  |  |       |  |  |                 |  |  |                 |  |
|                        |                     | Beatrice di Castelbarco   | Elsbet von Eschenloch      |  |  |       |  |  |                 |  |  |                 |  |
| Pietro Guido I Torelli |                     | Beatrice di Castelbarco   |                            |  |  |       |  |  |                 |  |  |                 |  |
|                        | Vercellino Visconti | Uberto "Pico" Visconti    |                            |  |  |       |  |  |                 |  |  |                 |  |
|                        | Vercellino Visconti | Uberto "Pico" Visconti    |                            |  |  |       |  |  |                 |  |  |                 |  |
|                        | Vercellino Visconti | Aldusia                   |                            |  |  |       |  |  |                 |  |  |                 |  |
| Antonio Visconti       | Vercellino Visconti |                           |                            |  |  |       |  |  |                 |  |  |                 |  |
|                        |                     | Margherita della Pusterla | Guglielmo della Pusterla   |  |  |       |  |  |                 |  |  |                 |  |
|                        |                     | Margherita della Pusterla | Guglielmo della Pusterla   |  |  |       |  |  |                 |  |  |                 |  |
|                        |                     | Margherita della Pusterla | Achilla Visconti           |  |  |       |  |  |                 |  |  |                 |  |
| Orsina Visconti        |                     | Margherita della Pusterla |                            |  |  |       |  |  |                 |  |  |                 |  |
|                        |                     | Giovanni Carcano          | Antonio Carcano            |  |  |       |  |  |                 |  |  |                 |  |
|                        |                     | Giovanni Carcano          | Antonio Carcano            |  |  |       |  |  |                 |  |  |                 |  |
|                        |                     | Giovanni Carcano          | …                          |  |  |       |  |  |                 |  |  |                 |  |
| Anastasia Carcano      |                     | Giovanni Carcano          |                            |  |  |       |  |  |                 |  |  |                 |  |
|                        |                     | …                         | …                          |  |  |       |  |  |                 |  |  |                 |  |
|                        |                     | …                         | …                          |  |  |       |  |  |                 |  |  |                 |  |
|                        |                     | …                         | …                          |  |  |       |  |  |                 |  |  |                 |  |
|                        |                     | …                         |                            |  |  |       |  |  |                 |  |  |                 |  |